# Österångeln
Österångeln är en sjö i Falu kommun i Dalarna och ingår i Gavleåns huvudavrinningsområde. Sjön är 3,4 meter djup, har en yta på 0,117 kvadratkilometer och befinner sig 305,3 meter över havet. Sjön avvattnas av vattendraget Borrsjöån.

## Delavrinningsområde
Österångeln ingår i det delavrinningsområde (674173-152300) som SMHI kallar för Utloppet av Österångeln. Medelhöjden är 317 meter över havet och ytan är 0,7 kvadratkilometer. Det finns inga avrinningsområden uppströms utan avrinningsområdet är högsta punkten. Borrsjöån som avvattnar avrinningsområdet har biflödesordning 2, vilket innebär att vattnet flödar genom totalt 2 vattendrag innan det når havet efter 82 kilometer. Avrinningsområdet består mestadels av skog (84 procent). Avrinningsområdet har 0,12 kvadratkilometer vattenytor vilket ger det en sjöprocent på 16,5 procent.